# Voie romaine d'Agrippa de l'Océan
La Voie romaine d'Agrippa de l'Océan est l'une des artères maîtresses du réseau routier romain, reliant les grandes cités de la Gaule entre elles, l'une des quatre voies romaines principales, édifiée à partir du gouvernement d'Agrippa à la fin du Ier siècle av. J.-C..
Elle partait de Lugdunum et se séparait à Samarobriva en allant vers la Bretagne et la Mer du Nord, avec de nombreux autres embranchements. Nommée voie de l'Océan parce qu'elle conduisait jusqu'à la Manche, aboutisant à Gesoriacum (Boulogne-sur-Mer). Au départ de la cité romaine, elle s'oriente plein ouest depuis le haut de la colline de Fourvière, empruntant l'artère que constitue, de nos jours, l'avenue Barthélemy Buyer pour gagner ensuite le nord, via le quartier de Valmy, où un tronçon important a été exhumé en 1999 et 2000.
À partir de la conquête romaine de la Gaule, la Route de l’étain emprunta son parcours. Bien souvent, elle est localement appelée Chaussée Brunehaut.

## Sources littéraires
Le géographe Strabon les a décrites en ces termes : 

« Agrippa a choisi (Lugdunum) pour en faire le point de départ des grands chemins de la Gaule, lesquels sont au nombre de quatre et aboutissent, la première (…) vers le pays des Santons et d'Aquitaine, le second au Rhin, la troisième vers l'océan par le pays des Bellovaques et des Ambiens et le quatrième dans la Narbonnaise et à la côte massaliotique »

## Vestiges

### Tracé
Le tracé de certains tronçons de la voie d'Agrippa de l'Océan est repérable, aujourd'hui, car il est repris par des axes routiers contemporains entre Amiens et Montreuil par exemple. Certains tronçons délaissés par le réseau routier actuel, servent de chemins ruraux.

### Borne milliaire
- Le milliaire de Prégilbert est une borne milliaire découverte en 1878, sur la voie Agrippa à Prégilbert au confluent de la Cure et de l'Yonne. Elle marque la limite nord du territoire des Éduens[3].

Cette borne milliaire conservée au musée d'Auxerre, a été édifiée en 261 avec une dédicace à l'empereur gaulois Postume (260-269).

« À l'empereur Caesar Marcus Cassianus Latinus Postumus, le Pieux, l'heureux, l’invaincu, Auguste, grand Pontife, grand vainqueur des Germains, détenant la puissance tribunicienne, consul pour la seconde fois, Père de la Patrie, aux limites des Éduens, à 72 000 pas d'Autun , »

.

## Itinéraires de lavoie d'Agrippade l'Océan

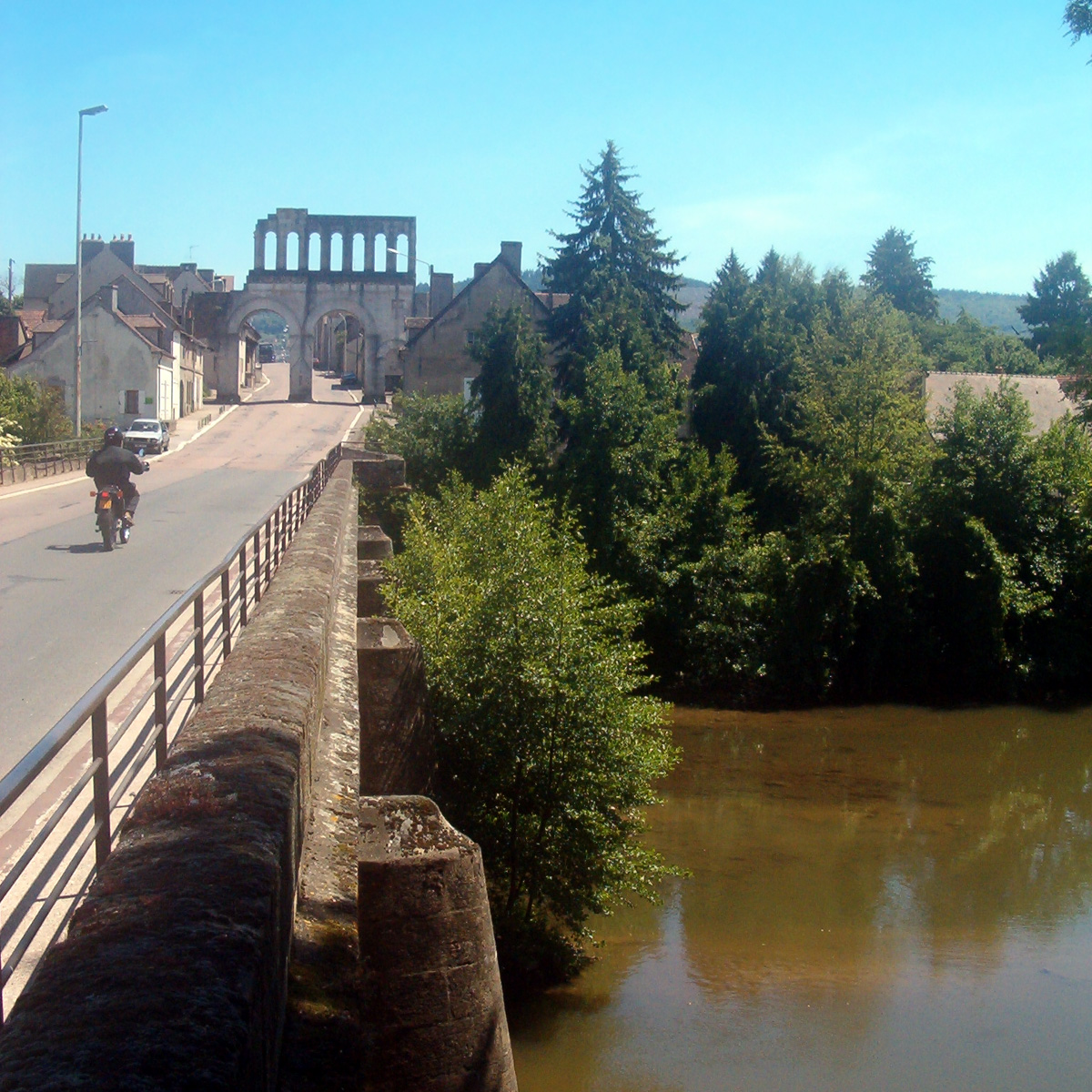
Porte d'Arroux au nord d'Augustodunum

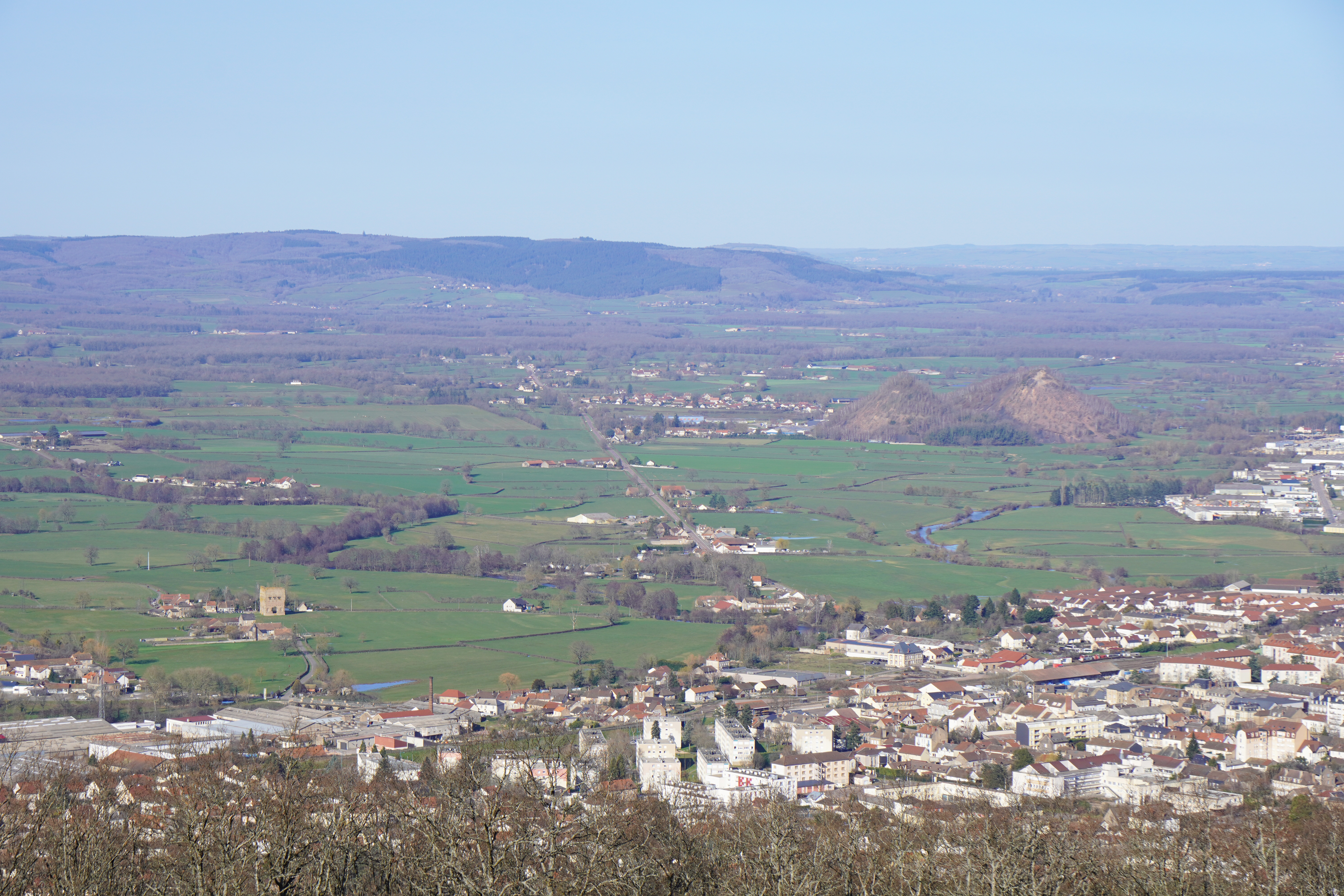
Le tracé de la voie d'Agrippa est visible à l'entrée nord-ouest d'Autun.

Il existe plusieurs hypothèses sur les tracés de cette voie vers l'océan :

### Premier itinéraire (occidental) parCaesaromagusetSamarobriva
- Point de départ : Lugdunum, (Lyon), capitale la Gaule sous le haut empire.
- Cavillonum, (Chalon-sur-Saône), principal port commercial de l'Arar (La Saône)
- Augustodunum, (Autun), la voie d'Agrippa devient le cardo maximus en traversant la ville. La ville était aussi un port sur l'Atuvaros (L'Arroux)
- Sidolocus (Saulieu)[6]
- Aballo (Avallon)
- Girollis (Girolles)
- Sermizelles
- Camp de Cora
- Saint-Moré
- Prégilbert
- Vicus Scoliva (Escolives)
- Autessiodurum (Auxerre)[7]
- Appoigny
- Bonoritum (et non Bandritum) (Bonnard-Bassou)
- Saint-Julien-du-Sault
- Gron[5]
- Agedincum (Sens), Chemin de César vers Orléans (Cenabo)
- Saint-Clément
- Jaulnes
- Riobé / Châteaubleau
- Chailly-en-Brie
- Iatinum (Meaux)[8]. Ici, elle croise la route qui va de Lutèce à Reims[8]. Vers Saint-Denis, cette route a un embranchement maintenant appelé Chaussée Jules César qui bifurque vers la Normandie en passant par Pontoise.
- Augustomagus (Senlis)
- Caesaromagus (Beauvais)
- Samarobriva (Amiens). Une autre voie romaine reliait Samarobriva à Nemetacum (Arras) et Bagacum Nerviorum (Bavay), qui constituait un carrefour très important avec la Via Agrippinensis.
- Duroico Regum (Domqueur)
- Pontes (Ponches-Estruval)
- Lintomagi (Brimeux)
- Point d'arrivée : Gesoriacum (Boulogne-sur-Mer) qui aurait constitué, selon certains, le principal axe commercial vers l'île de Bretagne[9].

### Deuxième itinéraire (oriental) parDurocortorumetNemetacum
- Point de départ : Lugdunum, (Lyon), capitale la Gaule sous le haut empire.
- Cavillonum, (Chalon-sur-Saône), principal port commercial de l'Arar (La Saône)
- Andemantunnum (Langres) - important carrefour sur l'axe Lugdunum / Augusta Treverorum (Trèves)
- Catalaunum (Châlons-en-Champagne)
- Durocortorum (Reims)
- Augusta Viromanduorum (Saint-Quentin)
- Nemetacum (Arras)
- Tarvenna (Thérouanne)
- Point d'arrivée : Gesoriacum (Boulogne-sur-Mer)

### Troisième itinéraire (oriental) parDurocortorumetSamarobriva
- Point de départ : Lugdunum, (Lyon), capitale de la Gaule sous le Haut-Empire.
- Cavillonum, (Chalon-sur-Saône), principal port commercial de l'Arar (La Saône)
- Andemantunnum (Langres) - important carrefour sur l'axe Lugdunum / Augusta Treverorum (Trèves)
- Catalaunum (Châlons-en-Champagne)
- Durocortorum (Reims)
- Augusta Suessionum (Soissons)
- Noviomagus (Noyon)
- Rodium (Roiglise)
- Samarobriva (Amiens)
- Duroico Regum (Domqueur)
- Pontes (Ponches-Estruval)
- Lintomagi (Brimeux)
- Point d'arrivée : Gesoriacum (Boulogne-sur-Mer)[Note 1]

### Quatrième itinéraire (occidental) parIatinumetSamarobriva
Ce tracé est considéré aujourd'hui, par la majorité des archéologues, comme l'axe majeur de la voie d'Agrippa de l'Océan.
- Point de départ : Lugdunum, (Lyon), capitale de la Gaule sous le Haut-Empire.
- Cavillonum, (Chalon-sur-Saône), principal port commercial de l'Arar (La Saône)
- Augustodunum, (Autun), la voie d'Agrippa devient le Cardo maximus en traversant la ville. La ville était aussi un port sur l'Atuvaros (L'Arroux)
- Sidolocus (Saulieu)[6]
- Aballo (Avallon)
- Girollis (Girolles)
- Sermizelles
- Camp de Cora
- Saint-Moré
- Prégilbert
- Vicus Scoliva (Escolives)
- Autessiodurum (Auxerre)[7]
- Agedincum (Sens), Chemin de César vers Orléans (Cenabo)
- Saint-Clément
- Jaulnes
- Riobé / Châteaubleau
- Chailly-en-Brie
- Iatinum (Meaux)[8].
- Augustomagus (Senlis)

- Saint-Just-en-Chaussée
- Paillart
- Estrées-sur-Noye
- Samarobriva (Amiens)
- Ducoico Regum (Domqueur)
- Pontes (Ponches-Estruval)
- Lintomagi (Brimeux)

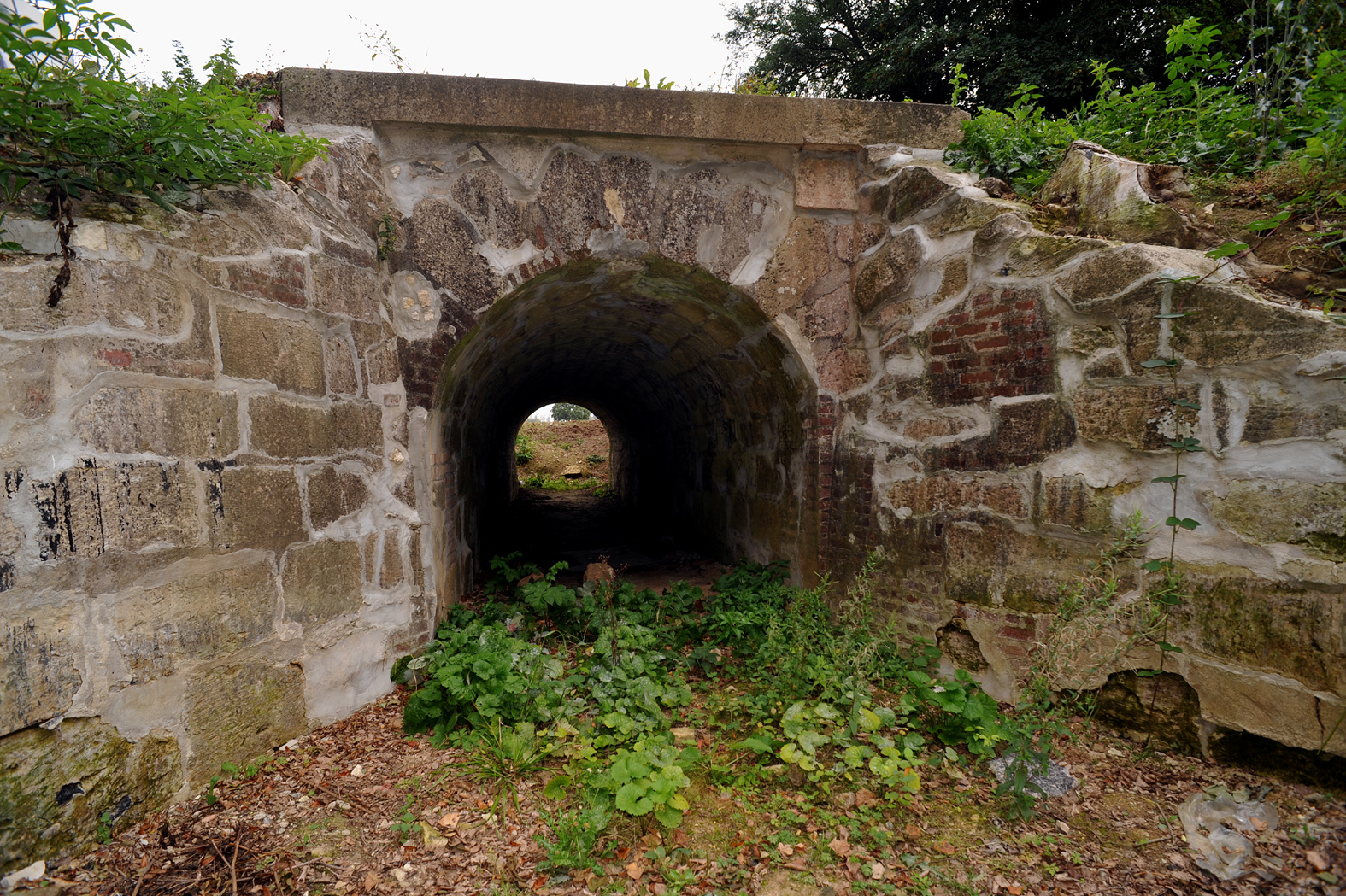
Pont d'origine romaine de Domqueur

- Point d'arrivée : Gesoriacum (Boulogne-sur-Mer)[10]